# ベカ車
ベカ車（ベカぐるま）は、江戸時代、大坂や京都で用いられた人力台車。大八車などとともに近世以降に使用されるようになった陸上輸送手段の一種である。

## 概要
「ベカ車」がいつ頃から使用されるようになったかは定かでないが、初めて法令に現れるのは安永3年（1774年）9月11日の触書とみられている（名称は「へか車」）。大坂では約50年前の享保10年（1725年）に「地車」と呼ばれる荷車に関する触書が出され、天明2年（1756年）6月の達では「地車」と「べか車」を区別している。しかし、一般には「地車」と「べか車」は混用されていた。
「ベカ車」については『守貞漫稿』に構造の記載があり、長さは長いもので6間、短いもので6、7尺であるとする。大八車とは異なり、前方に1本ないし2本の綱を有し、左右と進退を制御する「楫」が前方ではなく後方に付いている。
大坂では先述の安永3年9月11日付の触書により橋を曳き通ることが禁止されたが、この頃にはベカ車の数が多くなり、往来の妨げになり橋梁を傷めるとして橋越えが禁止となった。
また、奉行所に運上を上納している上荷船や茶船による輸送（船方）に影響が出始めたことから、寛政3年（1791年）12月12日付の触書で遠距離輸送等が禁じられた。以後、船方や馬方への影響から積載重量の制限など何度も達が出された。
1858年5月11日（安政4年3月28日）、大坂城代が、ベカ車が増え、ウマ持ち渡世人などを圧迫しているとして、べか車の積載量などを制限した。
明治時代以降は「板車」の名で規制が行われ、1869年（明治2年）8月1日に大阪府は板車の夜間運行禁止を発し、翌1870年（明治3年）1月22日には「板車通行規則」を定めた。